# Cine Latino
Cine Latino es un canal de televisión por suscripción internacional de origen mexicano, el cual basa su programación en películas en español. Fue lanzado el 12 de octubre de 1993 y es propiedad de MVS Comunicaciones y Hemisphere Media Group. El canal tiene cobertura tanto en México, como en Norteamérica y Latinoamérica.

## Historia
Cine Latino inició sus transmisiones el 12 de octubre de 1993, se transmite las 24 horas del día en dos feeds. Cine Latino transmite lo mejor en películas hispanas, con éxitos de taquilla y películas aclamadas por la crítica de México, Latinoamérica y España. 
Todas las películas se presentan en su formato original, sin cortes comerciales y sin censura generalmente.
También cuenta con escenas detrás de cámaras, entrevistas con estrellas del cine, la cobertura exclusiva de los festivales de cine de España y las últimas noticias de la industria del cine hispano. 
En Canadá, Cinelatino se distribuye por las redes TLN y actualmente está disponible a través de Rogers Cable, Bell Fibe TV, Cogeco y Vidéotron.

## Bloques
- Sábados Picantes: Bloque en el que se transmiten sexycomedias. Las películas transmitidas se repiten dos días después a las primeras horas de la madrugada.
- Viernes de Acción: Bloque donde se transmiten películas de acción de finales de los años 90s hasta la década de los 2010s. Recientemente ha adquirido títulos de la productora independiente Laguna Productions.

## Colaboradores
- Rolando Martínez Ávalos: Presentador y periodista de cine; presenta entrevistas con actores, así como algunas alfombras rojas de eventos cinematográficos.[1]